# El amanecer (película)
El amanecer (en inglés The Dawning) es una película británica basada en la novela de Jennifer Johnston The Old Jest, que describe la guerra de Independencia irlandesa a través de los ojos de la clase terrateniente anglo-irlandesa. Fue estrenada en 1988, interpretada por Anthony Hopkins, Hugh Grant, Jean Simmons y Rebecca Pidgeon, y producida por Sarah Lawson, en compañía Lawson Productions.

## Argumento
Al principio del largometraje, Angus Barrie, miembro del Ejército Republicano Irlandés, aparece caminado a través de unas montañas y llega a una playa, donde encuentra una pequeña cabaña. Mientras tanto, Nancy Gulliver acaba de abandonar la escuela y quema todos sus libros en una expresión de júbilo. Es su cumpleaños y su tía ha invitado a tomar té a Harry de quien está perdidamente enamorada. Sin embargo, durante el transcurso de la película, a causa del comportamiento de Harry con otra mujer y de la manera que tiene de tratar a Nancy, se da cuenta de que su amor por Harry no es más que un encaprichamiento infantil.
Un día Nancy baja a la playa y comprueba que habían dormido en su cabaña. Entonces deja una nota pidiendo que abandone la cabaña. Poco después,ella está leyendo en la playa y Barrie viene a por ella. A lo largo del filme ellos dos mantienen una relación, a pesar de que ella no conoce ni entiende su trabajo, ya que él fue uno de los primeros en convertirse en miembro de la IRA y pertenece al gobierno. A pesar de eso, Nancy crece sintiendo un profundo cariño por Barrie y lo apoda «Cassius» («porque parece que siempre estás enfadado»).
Cassius le pide que le dé un recado a un conocido suyo. Poco después, varios policías de la Real Policía Irlandesa (R.I.C. Royal Irish Constabulary) mueren a causa de unos disparos en una carrera de caballos. Ese mismo día la policía se presenta en casa de Nancy y le interroga acerca del paradero de Cassius. El abuelo (Trevor Howard) de Nancy despierta las sospechas del cuerpo de policía al afirmar que la vio hablando con un hombre en la playa. No obstante, ella lo desmiente. Una vez la policía abandona la casa, Nancy corre hacia la choza en la playa donde Cassius se escondía para advertirle de que debía huir. Cuando llegó, Cassius ya había hecho las maletas. Al salir de la casa unas luces les deslumbraron: la Real Policía Irlandesa lo había encontrado. Muy a pesar de Nancy, Cassius muere a tiros. La película termina con Nancy de nuevo en casa con un aspecto mucho más viejo y sabio que al principio

## Reparto
| Actor               | Personaje              |
| ------------------- | ---------------------- |
| Anthony Hopkins     | Cassius "Angus Barrie" |
| Rebecca Pidgeon     | Nancy Gulliver         |
| Jean Simmons        | Tía Mary               |
| Trevor Howard       | Abuelo                 |
| Tara MacGowran      | Maeve                  |
| Hugh Grant          | Harry                  |
| Nicholas Fitzsimons | Soldado muerto         |
| Ronnie Masterson    | Bridie                 |
| John Rogan          | Sr. Carroll            |
| Joan O'Hara         | Maurya                 |
| Charmian May        | Celia Brabazon         |
| Ann Way             | George Brabazon        |
| Mark O'Regan        | Joe Mulhare            |
| Brendan Laird       | Tommy Roche            |
| Adrian Dunbar       | Cap. Rankin            |
| Geoffrey Greenhill  | Cabo Tweedie           |

## Producción
El amanecer fue filmada en Irlanda a mediados de los ochenta. Las escenas de playa se filmaron en gran parte en Goat Island, una pequeña cala en la costa irlandesa, cerca de la frontera del condado entre Cork y Waterford. Algunas escenas de exterior se rodaron en Woodbine Hill, en el mismo distrito. Dicho sea de paso, era el primer largometraje de Rebecca Pidgeon y el último de Trevor Howard, a quien le fue dedicada la película, ya que murió poco después de que terminara la producción. Howard hizo anteriormente una película del IRA en 1946, el clásico I See a Dark Stranger. También fue el primer largometraje de Jean Simmons en casi diez años. A pesar de haber hecho una gran contribución en la producción, la labor de Bernard MacLaverty como guionista no fue reconocida. La película fue presentada en el American Film Institute, en el festival de cine de Los Ángeles, en el New British Cinema, (BritFest 2), el Festival de Cine de Cannes (con fines comerciales), y en el Festival Internacional de Cine de Montreal (en la competencia, donde se llevó dos premios exitosamente). Los actores Anthony Hopkins y Hugh Grant se reencontraron cinco años más tarde en la película nominada a ocho Oscars Lo que queda del día.

## Crítica
El amanecer fue positivamente recibida por los críticos con una valoración de cinco estrellas de la revista Time Out, que describe la película como «Una obra sólida ... donde su principal fortaleza radica en la actuación», sin olvidar a Rebecca Pidgeon que nos ilustra con su «magnífico debut». China Daily señaló que Hopkins había interpretado a su personaje «maravillosamente».

### Premios y nominaciones
- Montreal World Film Festival (1988)
Premio del Jurado para Robert Knights[5][6]
Premio del Jurado Ecuménico - Mención Especial para Robert Knights[5][6]
- Austin Texas International Film Festival (1988)
Premio a la mejor película